# متلازمة بدون اسم
متلازمة بدون اسم (بالإنجليزية: Syndrome Without A Name)‏ وتُدعى اختصارًا سوان (بالإنجليزية: SWAN)‏، هو اسمٌ يطلقُ على أي مجموعة أعراض مرضية لا تُمثل أيًا من الأمراض المَعروفة. بشكلٍ أبسط، إنَّ هذا الاسم يعني «المرض غير المعروف».
تُشير التقديرات أنَّ حوالي 40% من جميع الأطفال المُعاقين في المملكة المتحدة أو 6000 حالة لكل سنة، ليسَ لديها تشخصي معروض، وبالتالي تُسمى حالتهم "SWAN".